# 染色 (生物學)

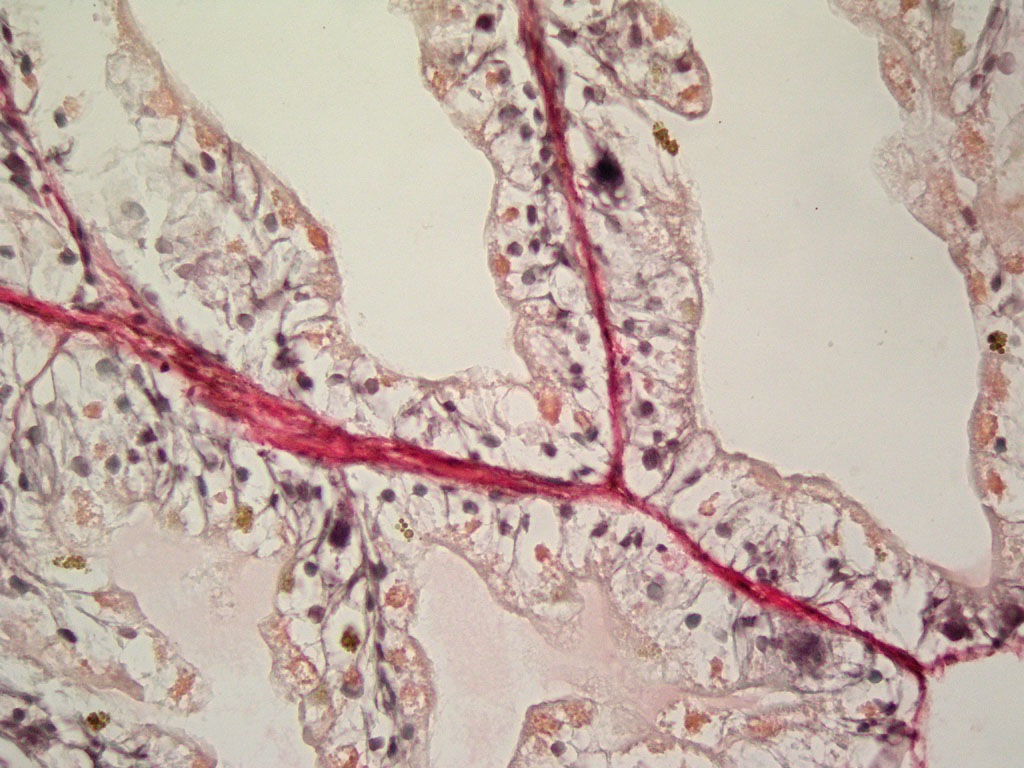
經過染色後的蛞蝓消化腺腺細胞

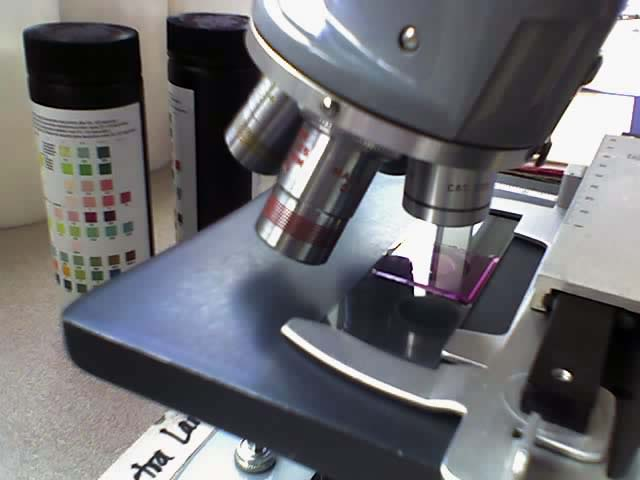
一光学显微镜上的组织学染色标本，该标本位于显微镜载物片和盖玻片之间

染色（英語：staining）是用于增强显微图像对比度的一项辅助技术。辅以不同类型的显微镜，染色和染料常在生物学和药学领域被用于提高生物组织的可见度。染色常被用于观察大块组织（如肌肉组织和结缔组织），细胞群（如用于对不同类型血细胞进行分类）或孤立细胞中的细胞器。
在生物化学领域，利用加入對細胞中特殊物質（如对DNA，蛋白質，脂类，糖類等）具有選擇性的生物染色劑，以定性或定量分析特定化合物的含量。在这一点上染色和螢光標示具有类似的用途。生物染色还被用于标记流式细胞计中的细胞，以及凝胶电泳中的蛋白质或核酸。
除生物组织之外，染色还被用于研究一些其它材料的形态，如半晶质聚合物的薄层结构及共聚合物的区域结构。

## 活体内染色和活体外染色
活体内染色是指对于活的生物组织进行染色。通过将特定细胞或结构染成某种颜色， 其位于组织或细胞内的形态或位置可被更好的观察到。活体内染色通常而言是为更好显示出非经染色不易看到的细胞细节，但也可以揭示细胞或组织内的特定化学成分或正在进行的化学反应。
活体外染色则对于已死的细胞或组织进行染色。通常两种不同的染色会同时被结合使用。

## 常見生物染色劑
- 孔雀石綠：可用作生物染色劑，把細胞或細胞組織染成藍綠色，方便在顯微鏡下研究。
- 酸性品红：酸性品红是酸性染料，呈红色粉末状，能容于水，略溶于酒精（0.3%）。他是良好的细胞制染色剂，在动物制片上应用很广，在植物制片上用来染皮层、髓部等薄壁细胞和纤维素壁。他跟甲基绿同染，能显示线粒体。
- 刚果红：刚果红是酸性染料，呈枣红色粉末状，能溶于水和酒精，遇酸呈蓝色。他能作染料，也用作指示剂。他在植物制片中常作为苏木精或其他细胞染料的衬垫剂。他用来染细胞质时，能把胶制或纤维素染成红色。在动物组织制片中用来染神经轴、弹性纤维、胚胎材料等。刚果红可以跟苏木静作二重染色，也可用作类淀粉染色，由于他能溶于水和酒精，所以洗涤和脱水处理要迅速。
- 甲基蓝：甲基蓝是弱酸性染料，能溶于水和酒精。甲基蓝在动植物的制片技术方面应用极广。他跟伊红合用能染神经细胞，也是细菌制片中不可缺少的染料。它的水溶液是原生动物的活体染色剂。甲基蓝极易氧化，因此用他染色后不能长久保存。
- 固绿：固绿是酸性染料，能溶于水（溶解度为4%）和酒精（溶解度为9%）。固绿是一种染含有浆质的纤维素细胞组织的染色剂，在染细胞和植物组织上应用极广。他和苏木精、番红并列为植物组织学上三中最常用的染料。
- 伊红：这类染料种类很多。常用的伊红Y，是酸性染料，呈红色带蓝的小结晶或棕色粉末状，溶于水（15摄氏度是溶解度达44%）和酒精（溶于无水酒精的溶解度为2%）。伊红在动物制片中广泛应用，是很好的细胞质染料，常用作苏木精的衬染剂。
- 碱性品（复）红：碱性品红是碱性染料，呈暗红色粉末或结晶状，能溶于水（溶解度1%）和酒精（溶解度8%）。碱性品红在生物学制片中用途很广，可用来染色胶原纤维、弹性纤维、嗜复红性颗粒和中枢神经组织的核质。在生物学制片中用来染维管束植物的木质化壁，又作为原球藻、轮藻的整体染色。在细菌学制片中，长用来鉴别结核杆菌。在尔根氏反应中用作组织化学试剂，已核查脱氧核糖核酸。
- 结晶紫：结晶紫是碱性染料，能溶于水（溶解度9%）和酒精（溶解度8.75%）。结晶紫在细胞学、组织学和细菌学等方面应用极广，是一种优良的染色剂。他是细胞核染色常用的，用来显示染色体的中心体，并可染淀粉、纤维蛋白、神经胶质等。凡是用番红和苏木精或其他染料染细胞核不能成功时，用它能得到良好的结果。用番红和结晶紫作染色体的二重染色，染色体染成红色，纺锤丝染成紫色，所以也是一种显示细胞分裂的优良染色剂。用结晶紫染纤毛，效果也很好。用结晶紫染色的切片，缺点是不易长久保存。
- 中性红：中性红是弱碱性染料，呈红色粉末状，能溶于水（溶解度4%）和酒精（溶解度1.8%）。它的碱性溶液中呈现黄色，在强碱性溶液中呈蓝色，而在弱酸性溶液中呈红色，所以能用作指示剂。中性红无毒，常做活体染色的染料，用来染原生动物和显示动植物组织中活细胞的内含物等。陈久的中性红水溶液，用作显示尼尔体的常用染料。
- 番红：番红是碱性染料，能溶于水和酒精。番红是细胞学和动植物组织学生常用的染料，能染细胞核、染色体和植物蛋白质，示维管束植物木质化、木栓化和角质化的组织，还能染孢子囊。
- 亚甲蓝或美蓝：亚甲蓝或美蓝是碱性染料，呈蓝色粉末状，能溶于水（溶解度9.5%）和酒精（溶解度6%）。亚甲蓝是动物学和细胞学染色上十分重要的细胞核染料，其优点是染色不会过深。
- 甲基绿：甲基绿是碱性染料。它是绿色粉末状，能溶于水（溶解度8%）和酒精（溶解度3%）。甲基绿是跟酸性品红一起可作植物木质部的染色，生物学和医学上常用来检测DNA。
- 本尼迪克溶液：本尼迪克溶液也称班氏试剂，用来测试食物、血液和尿中的葡萄糖，可测出0.15 ～0.20%的葡萄糖。这种溶液跟未知物同加热时，如果未知物中有葡萄糖，会形成红色的氧化亚铜沉淀物。
- 二苯胺：用于DNA的鉴定（沸水浴，蓝色）
- 吡罗红：检测RNA，呈红色
- 苔黑酚乙醇溶液：用于RNA的鉴定
- 斐林试剂：鉴定可溶性还原性糖
- 双缩脲试剂：用于蛋白质的鉴定（紫色）
- 苏丹Ⅲ染液(橘黄色）和苏丹Ⅳ染液(红色）：用于脂肪鉴定。 苏丹Ⅲ是弱酸性染料，呈红色粉末状，易溶于脂肪和酒精（溶解度为0.15%）。苏丹Ⅲ是脂肪染色剂。
- 碘液：用于鉴定淀粉（变蓝色）
- 龙胆紫溶液或醋酸洋红：碱性染料，用于染色体染色时，前者呈紫色，后者呈红色
- 改良苯酚品红染液：检测染色体，红色（改良苯酚品红染色液对果蝇唾液腺染色体的染色效果与醋酸染洋红染色液的染色效果是相同的。而且用改良苯酚品红染色液还能提高工效，简易节约的优点。）
- 健那绿B：检测线粒体，专一性让线粒体染色呈蓝绿色
- 重铬酸钾溶液：检测酒精，呈灰绿色
- 溴麝香酚蓝水溶液：检测CO2，由蓝变绿再变黄
- 吲哚酚试剂：用于维生素C的鉴定
- 伊红美蓝：鉴定有无大肠杆菌的存在
- 亚甲基蓝：用于活体染色或检测污水中的耗氧性细菌（细菌的氧化可使之褪色）
- 苏木精：苏木精是淡黄色到锈紫色的结晶体，易溶于酒精，微溶于水和甘油，是染细胞核的优良材料，他能把细胞中不同的结构分化出各种不同的颜色。分化时组织所染的颜色因处理的情况而异，用酸性溶液（如盐酸—酒精）分化后呈红色，水洗后仍恢复青蓝色，用碱性溶液（如氨水）分化后呈蓝色，水洗后呈蓝黑色。
- 洋红：洋红又叫胭脂红或卡红。洋红使细胞核的优良染料，染色的标本不易褪色。用作切片或组织块染都适宜，尤其适宜于小型材料的整体染色。用洋红配成的溶液染色后能保持几年。洋红溶液出现浑浊时要过滤后再用。[1]

1. ↑  . 天津光复精细化工研究所. 2021-07-16  [2024-02-19]. （原始内容存档于2024-02-19） （中文）.